# Ganggrab von Düste
Das Ganggrab von Düste wurde 1984 auf einem Acker in Düste, südöstlich von Barnstorf in der niedersächsischen Samtgemeinde Barnstorf im Landkreis Diepholz, beim Pflügen entdeckt. Die sofort durchgeführte archäologische Notgrabung legte ein gut erhaltenes Ganggrab der Trichterbecherkultur (TBK) frei. Es stammt aus der Jungsteinzeit 3500–2800 v. Chr. Das Ganggrab ist eine Bauform jungsteinzeitlicher Megalithanlagen, die aus einer Kammer und einem baulich abgesetzten, lateralen Gang besteht. Diese Form ist primär in Dänemark, Deutschland und Skandinavien, sowie vereinzelt in Frankreich und den Niederlanden zu finden. 
Die West-Ost orientierte Megalithanlage war 6,5 m lang und 2,5 m breit. Erhalten waren etliche Steine des Ganges, die meisten der ehemals 12 Tragsteine der Kammer und zwei der vermutlich vier Decksteine. Wegen der Lage im Acker wurde das Ganggrab bald nach seiner Ausgrabung abgetragen und im Naherholungsgebiet nordwestlich von Barnstorf originalgetreu wieder aufgebaut.
Trotz partieller Zerstörung und Plünderung der Kammer konnten noch zahlreiche Grabbeigaben gefunden werden. Im Kammerinneren lagen Scherben von 60 Gefäßen, darunter reich verzierte Schalen, bauchige Gefäße und die namengebenden Becher mit trichterförmigem Oberteil. Des Weiteren fanden sich ein Felsgesteinbeil, Feuersteinpfeilspitzen und -klingen. 
Das wohl durch Sandflug vor der völligen Zerstörung bewahrte Grab vermittelt ein gutes Bild von den ehemals zahlreichen Grabbauten der Jungsteinzeit, deren Findlinge ab dem 18. Jahrhundert für den Hafen- und Straßenbau missbraucht wurden.